# Reichskomisariatul Ucraina
Reichskomisariatul Ucraina a fost regimul de ocupație al Germaniei Naziste pe teritoriul Ucrainei ocupate între 1941 și 1944. Acesta a fost creat în urma Operațiunii Barbarossa.
Între septembrie 1941 și martie 1944, Comisariatul Ucraina a fost condus de Reichskommissarul Erich Koch. Printre obiectivele noii administrații se numărau pacificarea regiunii și exploatarea, în beneficiul Germaniei, a resurselor și a populației. Adolf Hitler a emis un decret pe 17 iulie 1941 prin care hotăra administrația noilor teritorii ocupate.
Capitala comisariatului se afla la Rivne (în germană Rowno).

## Planurile nemților
Regimul plănuia încurajarea colonizării teritoriului cu fermieri germani și din alte popoare germanice. Trimiterea coloniștilor olandezi a fost întrebuințată "Nederlandsche Oost-Compagnie", o companie olando-germană care avea scopul de a încuraja colonizarea estului cu cetățeni olandezi.
Pe 12 august 1941, Adolf Hitler a ordonat nimicirea orașului Kiev folosindu-se bombe incendiare și împușcături. Din pricina faptului că armatei germane îi lipsea materialul suficient, Kievul a dăinuit. Apoi naziștii au hotărât să înfometeze locuitorii orașului. Pe de altă parte, Heinrich Himmler a considerat Kievul ca fiind "un oraș antic german" datorită Drepturilor de la Magdeburg, pe care le-a câștigat cu secole în urmă, și adesea numea orașul Kiroffo.

## Hartă administrativă

Afiș în limba ucraineană cu slova: "Hitler eliberatorul"